# Іон Антонеску
Іо́н Антоне́ску (рум. Ion Antonescu; 14 (2) червня 1882, Пітешть, Румунське королівство — 1 червня 1946, Жилава, Румунське королівство) — румунський військовий та державний діяч, маршал Румунії, в 1940—1944 роках обіймав посаду прем'єр-міністра країни, фактично був одноособовим диктатором.
З 1941 року Румунське королівство воювало у Другій світовій війні на боці нацистської Німеччини, зокрема румунські військові частини у складі 11-ї німецької армії воювали у 1941—1942 роках на півдні України і в Криму, що завершилося захопленням ними Севастополя 4 липня 1942 року. За цю Кримську операцію Антонеску був нагороджений німецьким Кримським щитом.
Наземні бомбардування Румунії зі сторони країн антигітлерівської коаліції 1944 та важкі врати на східному фронті, змусило Антонеску піти на перемовини зі союзниками. 23 серпня 1944 року король Міхай I очолив заколот проти Антонеску під час якого він був заарештований. Після війни, він був звинувачений у військових злочинах та був страчений в червні 1946. Його причетність до Голокосту була офіційно доведена під час комісії Візеля в 2003 році.

## Життєпис
Народився в Пітешті. Був професійним військовим, брав участь у Першій світовій війні.
Швидко просувався по кар'єрних сходинах і 1933 року його було призначено начальником генерального штабу румунської армії. У 1937—1938 обіймав посаду міністра оборони. Прихильник союзу з гітлерівською Німеччиною. В 1940—1944 — румунський диктатор. З приходом до влади Антонеску встановив військово-легіонерську диктатуру та ліквідував будь-які прояви парламентської демократії. Свою політику ґрунтував на масовому терорі й репресіях. Побудував державу за італо-німецьким зразком, в зовнішній політиці підтримував фашистські Італію та Німеччину. В листопаді 1940 уряд Антонеску приєднався до Берлінського пакту 1940, в листопаді 1941 — до Антикомінтернівського пакту.
Для управління землями, окупованими Румунією в роки Другої світової війни, уряд Антонеску створив три губернаторства: Бессарабію, Буковину, Трансністрію. Під час війни було залучено 30 румунських дивізій і бригад, що брали участь у боях за Одесу, Севастополь і Сталінград. 23 серпня 1944 під час перевороту короля Міхая був заарештований як воєнний злочинець і 1946 за вироком народного трибуналу Бухареста страчений.

## Нагороди[2]
- Орден Михая Хороброго
  - 2-го класу (7 серпня 1941)
  - 1-го класу (21 серпня 1941)
- Орден «Доблесний авіатор», командорський хрест (3 грудня 1941)

### Нагороди Фінляндії
- Великий хрест ордена Білої Троянди
- Великий хрест ордена Хреста Свободи з мечами (січень 1942)

### Нагороди Третього Рейху
- Великий хрест ордена Заслуг німецького орла в золоті
- Комбінований Знак Пілот-Спостерігач в золоті з діамантами (червень 1941)
- Залізний хрест 2-го і 1-го класу (6 серпня 1941) — отримав 2 нагороди одночасно.
- Лицарський хрест Залізного хреста (6 серпня 1941)
- Кримський щит в золоті

## Оцінка сучасників
- «Антонеску — найважливіший з усіх наших союзників.» (Адольф Гітлер)